# Otok (Slivno)
Otok falu Horvátországban, Dubrovnik-Neretva megyében. Közigazgatásilag Slivno községhez tartozik.

## Fekvése
Makarskától légvonalban 50, közúton 69 km-re délkeletre, Pločétől légvonalban 8, közúton 17 km-re délkeletre, községközpontjától légvonalban 3, közúton 11 km-re délnyugatra Neretva völgyének alsó részén, a folyó deltavidékén fekszik.

## Története
A település körüli magasabban fekvő területek már ősidők óta lakottak voltak, melyet az itt található illír halomsírok is bizonyítanak.
A második világháborút követően megindult a Neretva deltavidékének meliorációja, mely még ma sem fejeződött be teljesen. A mocsártól visszahódított területen intenzív mezőgazdasági művelés folyik, főként mandarin, szőlő, füge és olajfaültetvények találhatók. A Kis-Neretva és a tengerpart mentén több új település is létrejött, miközben a régi, magasabban fekvő települések kiürültek. Az ekkor létrejött települések közé tartozott Otok is. 1948-tól településrész volt, majd 1981-ben Mihalj és Trn egy részével egyesítették. 1991-ben lakosságát Dubával együtt számlálták. A mai értelemben vett Otok csak 2001 óta létezik. A településnek 2011-ben 70 lakosa volt, akik főként a mezőgazdaságból éltek.

## Népesség
| Lakosság változása | Lakosság változása | Lakosság változása | Lakosság változása | Lakosság változása | Lakosság változása | Lakosság változása | Lakosság változása | Lakosság változása | Lakosság változása | Lakosság változása | Lakosság változása | Lakosság változása | Lakosság változása | Lakosság változása | Lakosság változása |
| ------------------ | ------------------ | ------------------ | ------------------ | ------------------ | ------------------ | ------------------ | ------------------ | ------------------ | ------------------ | ------------------ | ------------------ | ------------------ | ------------------ | ------------------ | ------------------ |
| 1857               | 1869               | 1880               | 1890               | 1900               | 1910               | 1921               | 1931               | 1948               | 1953               | 1961               | 1971               | 1981               | 1991               | 2001               | 2011               |
| 0                  | 0                  | 0                  | 0                  | 0                  | 0                  | 0                  | 0                  | 71                 | 57                 | 90                 | 91                 | 0                  | 102                | 81                 | 70                 |

(1948-tól településrészként. 1981-ben Mihalj és Trn egy részével alakították ki, 1991-ben Otok-Duba néven szerepel. 2001 óta önálló település.)

## Nevezetességei
Illír eredetű ókori halomsírok a település határában.

## Gazdaság
A település gazdaságának alapját a mezőgazdaság adja. A II. világháborút követő vízrendezési munkák során nagy területeket hódítottak el a Neretva deltavidékét elfoglaló mocsártól, ahol intenzív mezőgazdasági termelés indult meg. Ezen a területen ma kiterjedt mandarin, szőlő, füge és olajfaültetvények találhatók.